# Viseu (Portogallo)
Viseu (in mirandese Biseu) è un comune portoghese di 93 501 abitanti situato nel distretto di Viseu.
Città di antiche origini (ritrovamenti archeologici fanno risalire la città a un insediamento della Castrocultura) e centro d'arte della Beira Alta in una zona agricola con caratteristiche case antiche fra fresche e dolci colline sul fiume Paiva. È sede vescovile.
Nel XVI secolo vi fiorì un'importante scuola di pittura che ebbe come artisti principali Grão Vasco (1475-1542) (Grande Vasco) e Gaspar Vaz attivo dal 1514 al 1567. Le loro opere importanti sono esposte nel museo locale.

## Monumenti
- Rossio, così è detta la piazza centrale con bei giardini e un monumento a dom Henrique il Navigatore.
- Igreja de Sâo Francisco del 1768
- Villa Almeida Moreira, casa-museo con oggetti d'arte, porcellane, mobili e quadri.
- Sé, la cattedrale sulla parte alta della città eretta nel secolo XII, rimaneggiata nel 1513 e ornata di una facciata classicheggiante nel secolo XVII. Nella Sala capitolare annessa alla chiesa c'è il "tesoro" con smalti di Limoges, paramenti sacri, oggetti di culto e sculture di Joachim Machado de Castro (1731-1822).
- Museo nazionale Grão Vasco, fondato nel 1914 nell'edificio del vecchio Seminario con raccolte di sculture medioevali e barocche, una cappella in legno intagliato, reliquari in legno, terracotta e intaglio dorato dei secoli XVI-XVIII, pitture della "Scuola di Viseu".
- Igreja de Misericordia, con facciata barocca a due campanili e interno neoclassico eretta nel 1842.

A 20 km a nord le Termas de São Pedro terme già conosciute e utilizzate dai Romani; a pochi chilometri dalle terme, São Pedro do Sul, centro di escursioni montane a nord ovest nella "Serra da Freita" ricca di curiosità naturali, a nord la "Serra de Sâo Macario" incisa da canyon.

## Società

### Evoluzione demografica
| Popolazione di Viseu (1801 – 2006) | Popolazione di Viseu (1801 – 2006) | Popolazione di Viseu (1801 – 2006) | Popolazione di Viseu (1801 – 2006) | Popolazione di Viseu (1801 – 2006) | Popolazione di Viseu (1801 – 2006) | Popolazione di Viseu (1801 – 2006) | Popolazione di Viseu (1801 – 2006) | Popolazione di Viseu (1801 – 2006) | Popolazione di Viseu (1801 – 2006) |
| ---------------------------------- | ---------------------------------- | ---------------------------------- | ---------------------------------- | ---------------------------------- | ---------------------------------- | ---------------------------------- | ---------------------------------- | ---------------------------------- | ---------------------------------- |
| 1801                               | 1849                               | 1900                               | 1930                               | 1960                               | 1981                               | 1991                               | 2001                               | 2004                               | 2006                               |
| 33699                              | 36049                              | 54047                              | 61140                              | 79890                              | 83261                              | 83601                              | 93501                              | 96810                              | 98167                              |

## Freguesias
| - Abraveses - Barreiros e Cepões - Boa Aldeia, Farminhão e Torredeita - Bodiosa - Calde - Campo - Cavernães - Cota - Couto de Baixo e Couto de Cima | - Fail e Vila Chã de Sá - Fragosela - Lordosa - Mundão - Orgens - Povolide - Ranhados - Repeses e São Salvador - Ribafeita | - Rio de Loba - Santos Evos - São Cipriano e Vil de Souto - São João de Lourosa - São Pedro de France - Silgueiros - Viseu (unione di Coração de Jesus, Santa Maria de Viseu e São José) |

## Amministrazione

### Gemellaggi
- Arezzo
- Aveiro
- Ciudad Rodrigo
- Haskovo
- Lublino
- Marly-le-Roi
- Oviedo, dal 2007[1]
- Santa Maria da Feira
- São Filipe

## Galleria d'immagini

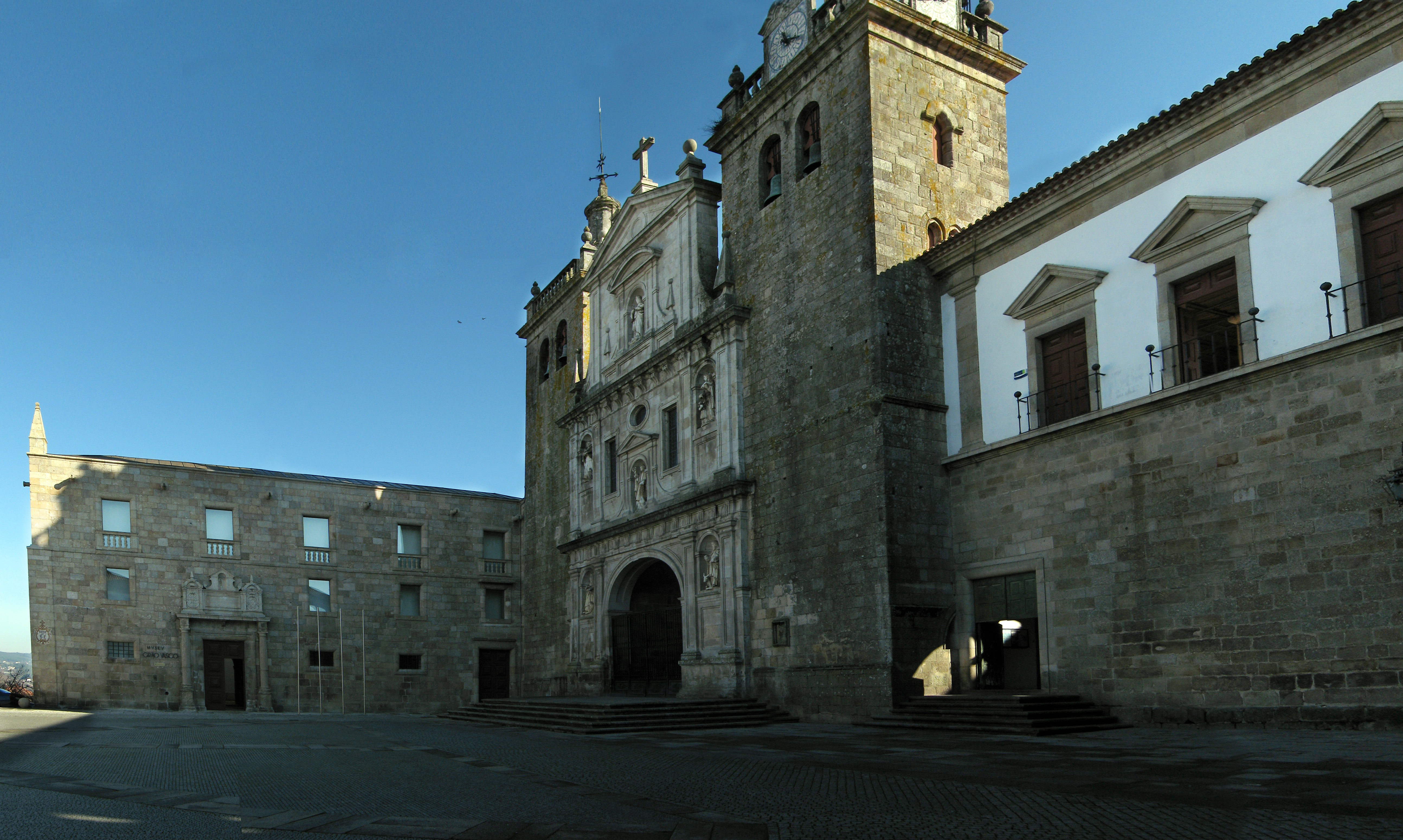
La Cattedrale
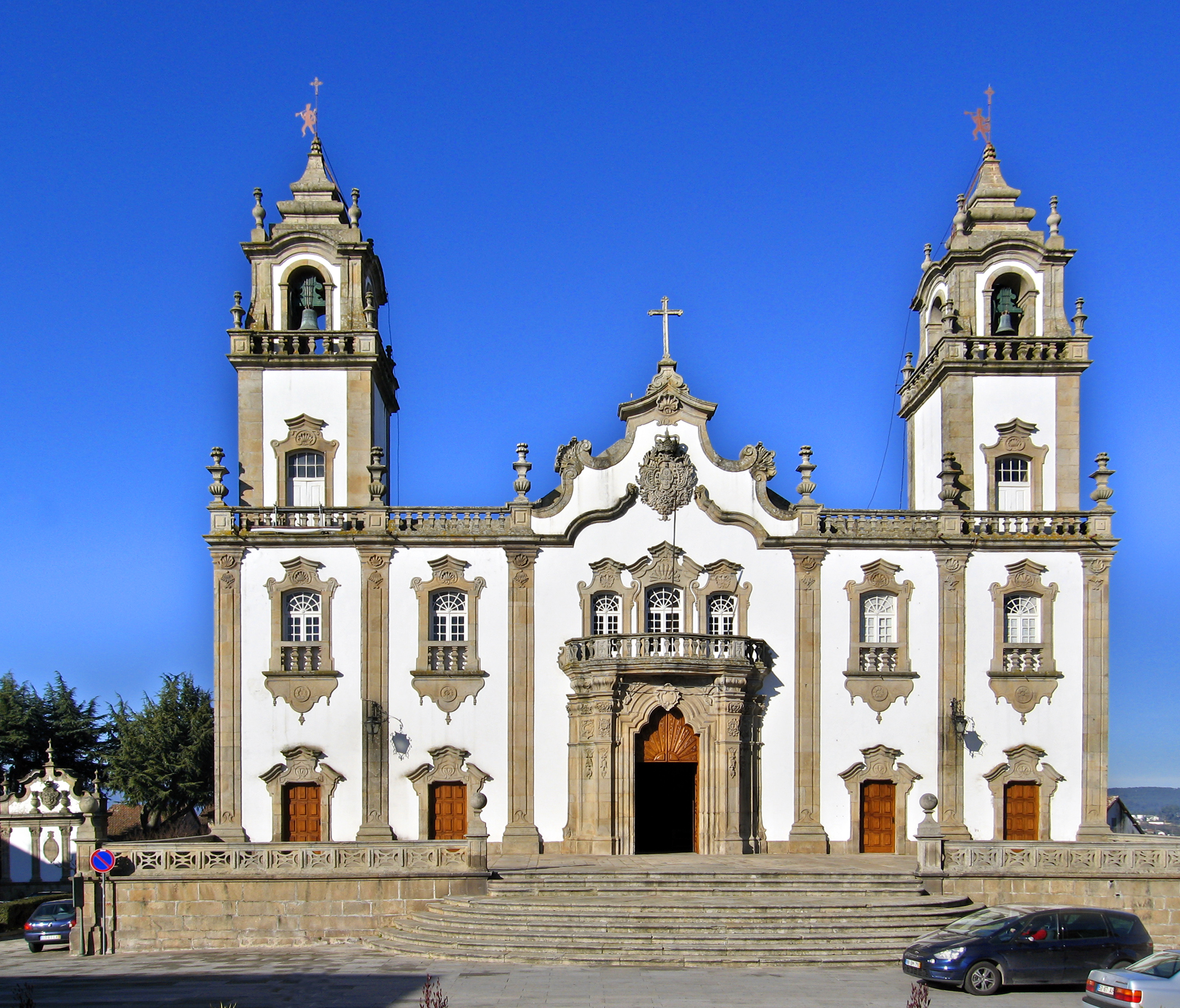
Chiesa della Misericórdia
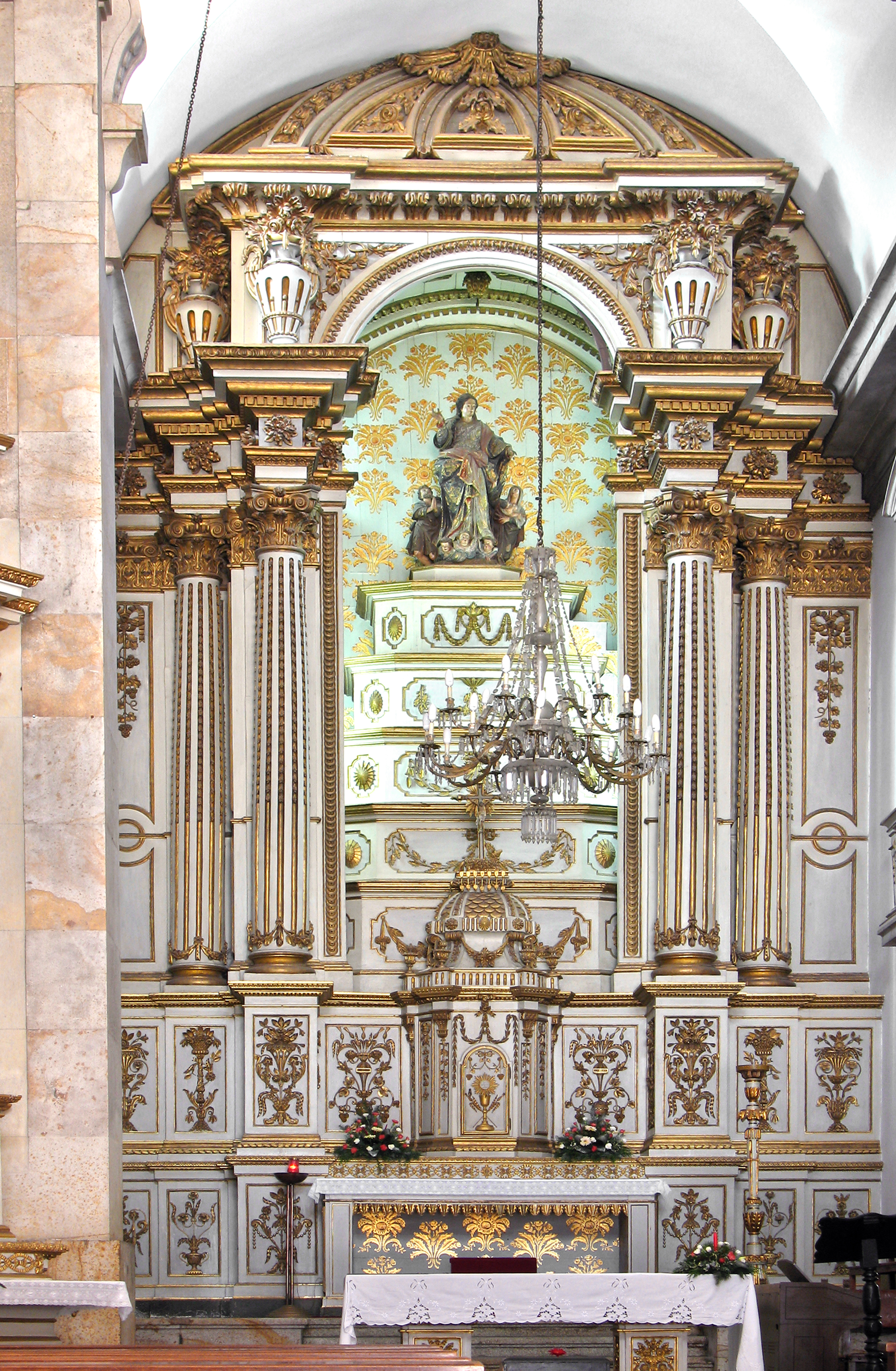
Altare della Chiesa della Misericórdia
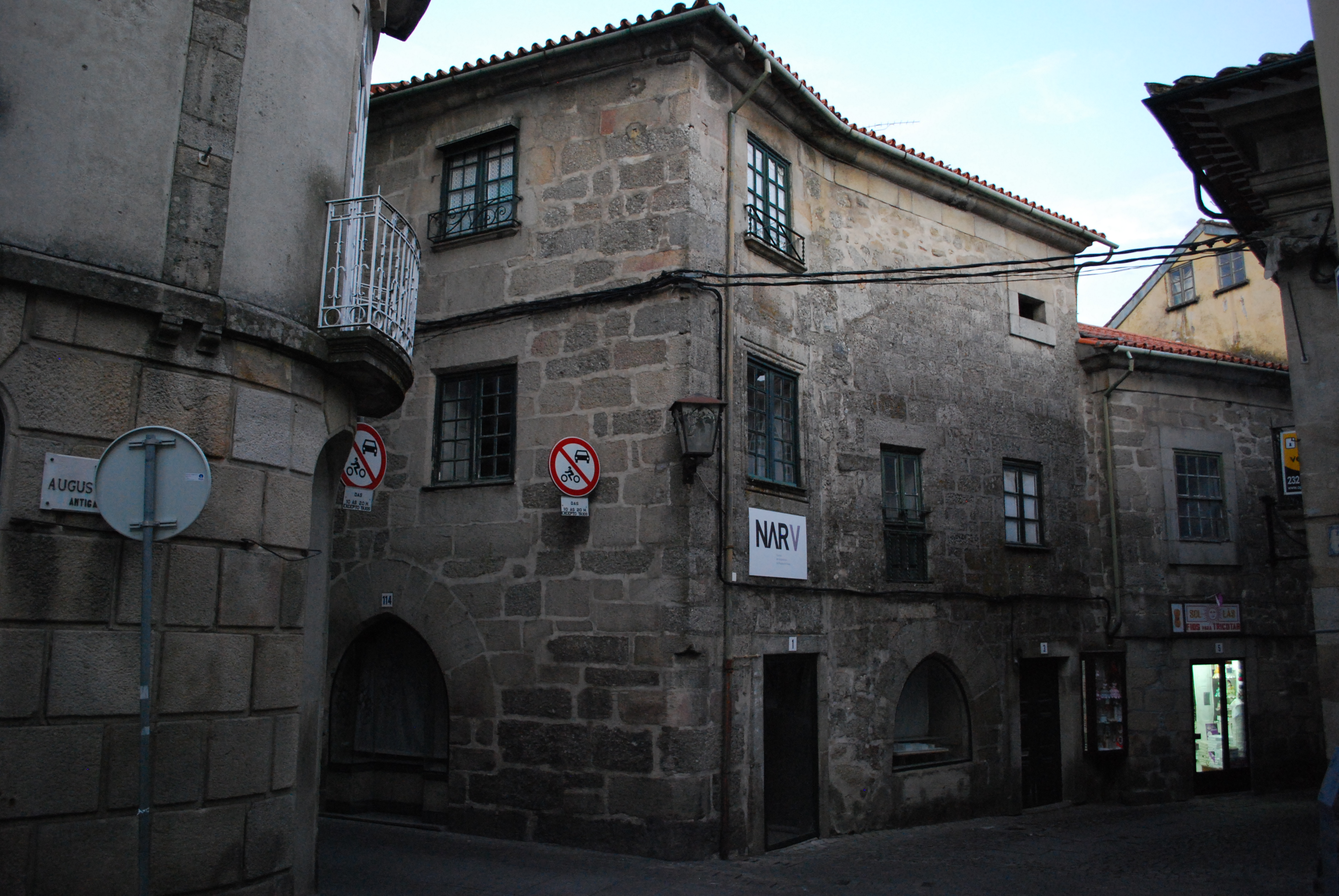
La città vecchia
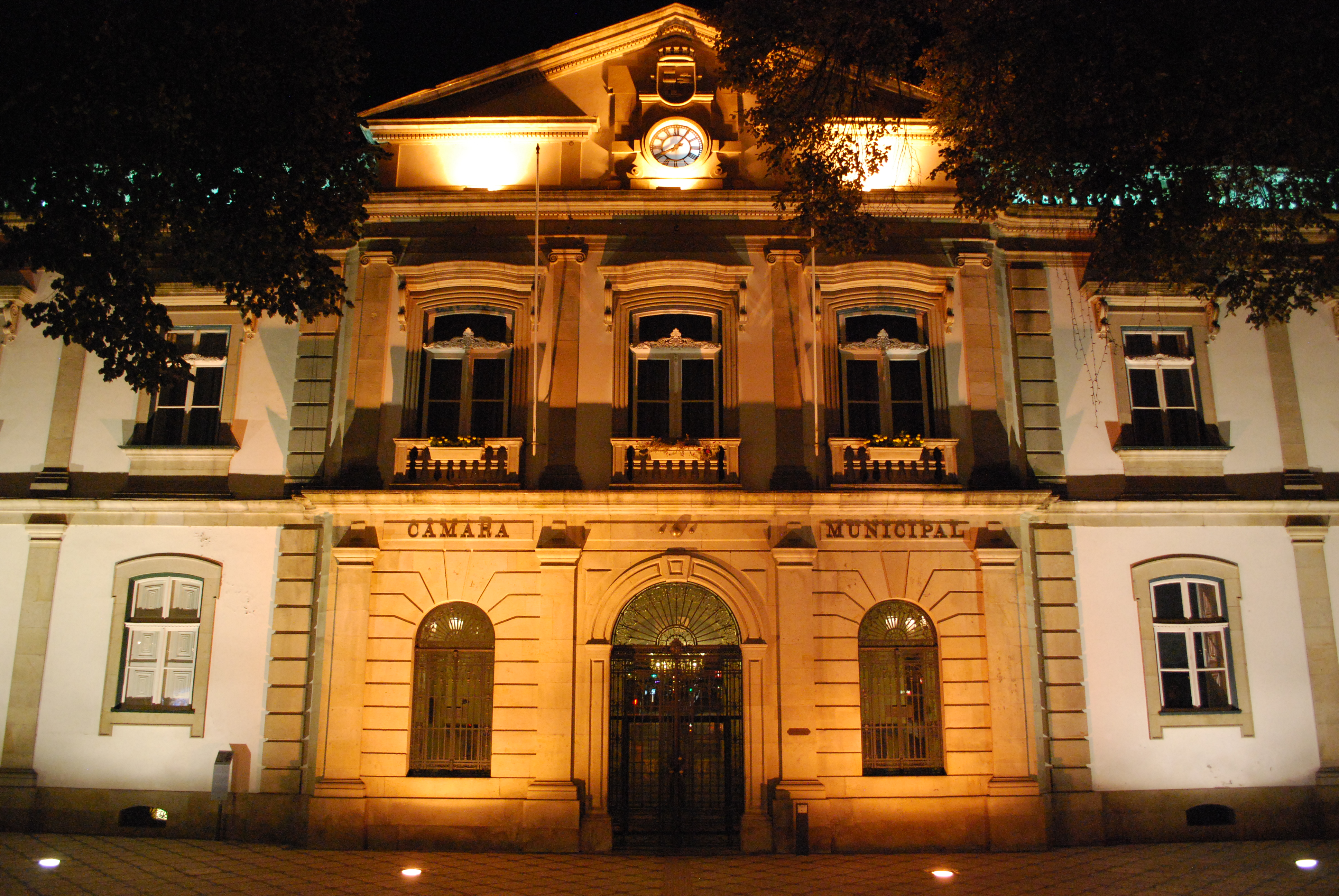
Il municipio di Viseus (port.:Câmara Municipal)
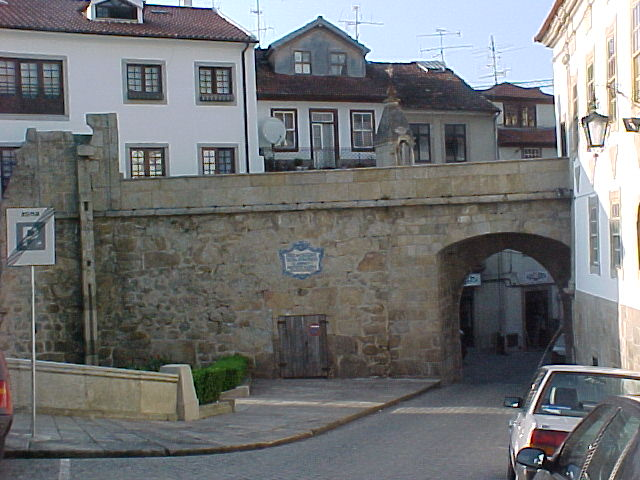
Porta dos Cavaleiros